# Alf Ekberg
Pour les articles homonymes, voir Ekberg.
Alf Ekberg, né le 24 septembre 1928 à Ufhoven, est un chanteur allemand.

## Biographie
Fils d'un fonctionnaire, il passe trois ans dans la marine marchande où il apprend à jouer de la guitare et du banjo.
De 1946 à 1955, il joue et chante dans de petits groupes et des orchestres. De 1951 à 1955, il suit une formation artistique pour le chant, le violon et l'alto.
En 1956, il vient en Allemagne de l'Ouest, fait des tournées en tant que chanteur et reçoit en 1957 son premier contrat d'enregistrement. Au cours de sa carrière, il collabore avec Johnny Dane, Heinz Lips, Die Sieben Raben, Charles Nowa, dem Trocadero Tanzorchester, Adalbert Luczkowski et son orchestre, ainsi que Kurt Edelhagen et son orchestre.
Après 1960, on ne trouve plus trace de sa carrière de chanteur.

## Source de la traduction
- (de) Cet article est partiellement ou en totalité issu de l’article de Wikipédia en allemand intitulé « Alf Ekberg » (voir la liste des auteurs).